# 温克勒恩
温克勒恩是奥地利克恩顿州德劳河畔施皮塔尔县的一个市镇。总面积37.38平方公里，总人口1199人，人口密度32.1人/平方公里（2005年）。